# Бюлов, Леонард
Леонард Бюлов (нем. Leonhard Bülow; 1819 или 1817, Рига — 1892 или 1890, Москва) — русско-немецкий художник-портретист.

## Биография

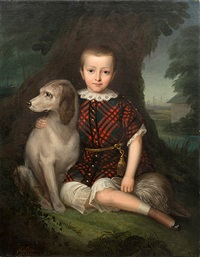
Портрет мальчика с собакой, частное собрание

Родился в 1817 году в Риге (Лифляндская губерния, Российская империя; ныне — Латвия) в семье плотника Августа Фридриха Вильгельма Бюлова и его жены Катарины Вильгельмины, урожденной Добрихт.
Для обучения живописи отправился Дюссельдорф, где поступил в Дюссельдорфскую академию художеств.
После окончания обучения вернулся в Ригу, где прожил до 1858 года, а затем, в поисках заказов, объехал несколько городов Центральной России и, в итоге, поселился в Москве.
Скончался Леонард Бюлов в Москве 1892 году.
В фондах Государственного Эрмитажа творчество Бюлова представлено единственным детским портретом («Портрет мальчика в русской рубашке»). В Театральном музее имени Бахрушина в Москве хранится созданный Бюловым портрет композитора А. Н. Верстовского. По меньшей мере ещё один детский портрет кисти Бюлова находится в частном собрании (представлен на илл.).